# 萨姆森·卡约
萨姆森·卡约 (Samson Kayo，1991/1992年—) 是英国演员。他是尼日利亚裔英國人。 他是約翰·波耶加的兒時好友，兩人曾經常一起去教堂。萨姆森·卡约曾在鞋貓劍客2（2022 年）中为小熊配音。 